# ناحیه باکتالورانت‌هازا
ناحیهٔ باکتالورانت‌هازا (به مجاری: Baktalórántházai járás) یک ناحیه در مجارستان است که در سابولچ-ساتمار-برگ واقع شده‌است. ناحیهٔ باکتالورانت‌هازا ۲۵۴٫۴۷ کیلومتر مربع مساحت و ۱۹٬۱۲۳ نفر جمعیت دارد.